# El Diamante (Sonora)
El Diamante o también conocido como La Retranca, es un ejido del municipio de Caborca ubicado en el noroeste del estado mexicano de Sonora, en la zona del desierto de Sonora. El ejido es la tercera localidad más habitada del municipio, ya que según los datos del Censo de Población y Vivienda realizado en 2020 por el Instituto Nacional de Estadística y Geografía (INEGI), El Diamante (La Retranca) tiene un total de 1,630 habitantes. Fue fundado en el año de 1967.

## Geografía
El Diamante se sitúa en las coordenadas geográficas 30°50'44" de latitud norte y 112°38'23" de longitud oeste del meridiano de Greenwich, a una elevación de 125 metros sobre el nivel del mar.